# Costus nitidus
Costus nitidus är en enhjärtbladig växtart som beskrevs av Paulus Johannes Maria Maas. Costus nitidus ingår i släktet Costus och familjen Costaceae. Inga underarter finns listade.